# Ilha de Moçambique
A Ilha de Moçambique é uma cidade insular situada na província de Nampula, na região norte de Moçambique, a qual deu o nome ao país do qual foi a primeira capital. Devido à sua rica história, manifestada por um interessantíssimo património arquitetónico, a Ilha foi considerada pela UNESCO, em 1991 Património Mundial da Humanidade.
Actualmente, a cidade é um município, tendo um governo local eleito; e é também, desde Dezembro de 2013, um distrito, uma unidade local do governo central, dirigido por um administrador.. De acordo com o censo de 1997, tem 42 407 habitantes, e destes 14 889 vivem na Ilha.
O seu nome, que muitos nativos dizem ser Muipiti, parece ser derivado de Mussa Ben-Bique, ou Mussa Bin-Bique, ou ainda Mussa Al-Mbique (Moisés filho de Mbiki)) personagem sobre quem se sabe muito pouco, mas que deu o nome (na 2ª versão) a uma nova universidade, sediada em Nampula.
A Ilha tem cerca de 3 km de comprimento e 300–400 m de largura e está orientada no sentido  nordeste-sudoeste à entrada da Baía de Mossuril, a uma latitude aproximada de 15º02' S e longitude de 40º44' E. A costa oriental da Ilha estabelece com as ilhas irmãs de Goa e de Sena (também conhecida por Ilha das Cobras) a Baía de Moçambique. Estas ilhas, assim como a costa próxima, são de origem coralina.
Arquitectonicamente, a Ilha está dividida em duas partes: a "cidade de pedra" e a "cidade de macuti". A primeira tem cerca de 400 edifícios, incluindo os principais monumentos, e a segunda, na metade sul da ilha, tem cerca de 1200 casas de construção precária. No entanto, muitas casas de pedra são igualmente cobertas com macuti.
A Ilha de Moçambique está ligada ao continente por uma ponte com cerca de 3 km de comprimento, construída nos anos 1960.

## História

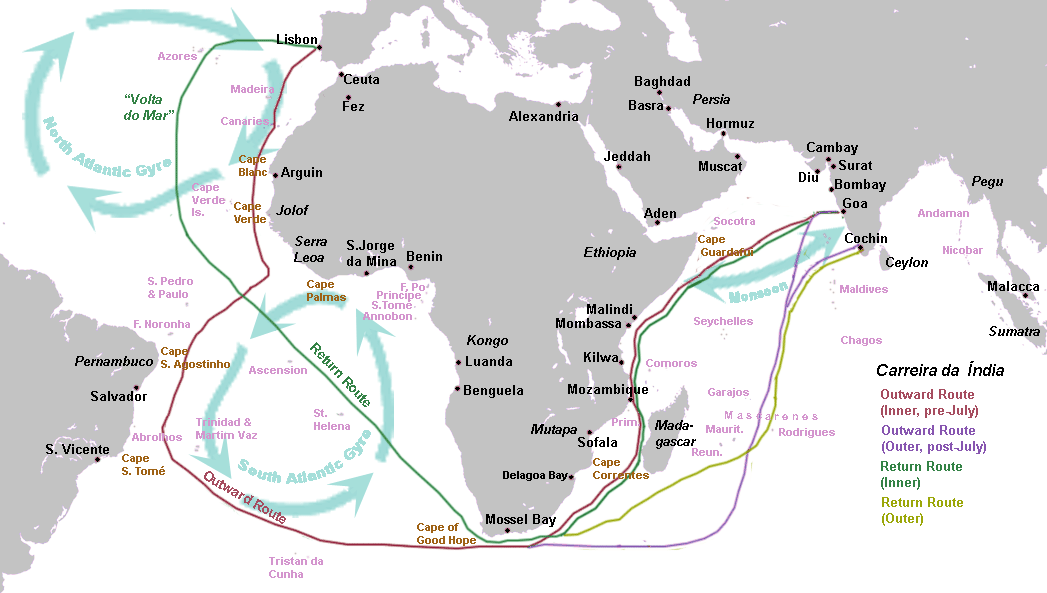
A ilha de Moçambique foi uma importante escala de navegação da carreira da Índia: mapa do percurso seguido pelas naus na ida (vermelho) e rota de regresso (verde)

Quando Vasco da Gama chegou, em 1498, a Ilha de Moçambique tornara-se uma povoação suaíli de árabes e negros com seu xeque, subordinado ao sultão de Zanzibar e continuava a ser frequentada por árabes que prosseguiam o seu comércio de séculos com o Mar Vermelho, a Pérsia, a Índia e as ilhas do Índico.
A ilha de Moçambique ganhou uma importância estratégica como escala de navegação da carreira da Índia que ligava Lisboa a Goa, tornando-se um dos pontos de encontro das embarcações eventualmente desgarradas na viagem de ida, assim como porto de ancoragem das que eventualmente se atrasassem e perdessem a monção. Onde na Ilha é hoje o Palácio dos Capitães-Generais, fizeram os portugueses a Torre de São Gabriel no ano de 1507, data em que ocuparam a Ilha, construindo a pequena fortificação que tinha 15 homens a proteger a feitoria nela instalada.
A Capela de Nossa Senhora do Baluarte, construída em 1522 na extremidade norte da ilha, a mais próxima da Ilha de Goa, é o único exemplar de arquitectura manuelina em Moçambique.
Em 1558 principiou a construção da Fortaleza de São Sebastião - totalmente com pedras que constituíam o balastro dos navios, algumas das quais ainda se veem na praia próxima - que só terminou em 1620 e é a maior da África Austral. Esta fortaleza era muito importante, porque a Ilha tinha-se tornado o entreposto da permuta de panos e missangas da Índia por ouro, escravos, marfim e pau-preto de África, e era da Ilha que partiam todas as viagens comerciais para Quelimane, Sofala, Inhambane e Lourenço Marques. Por este motivo, os árabes não queriam perder os privilégios comerciais que tinham adquirido ao longo dos séculos.

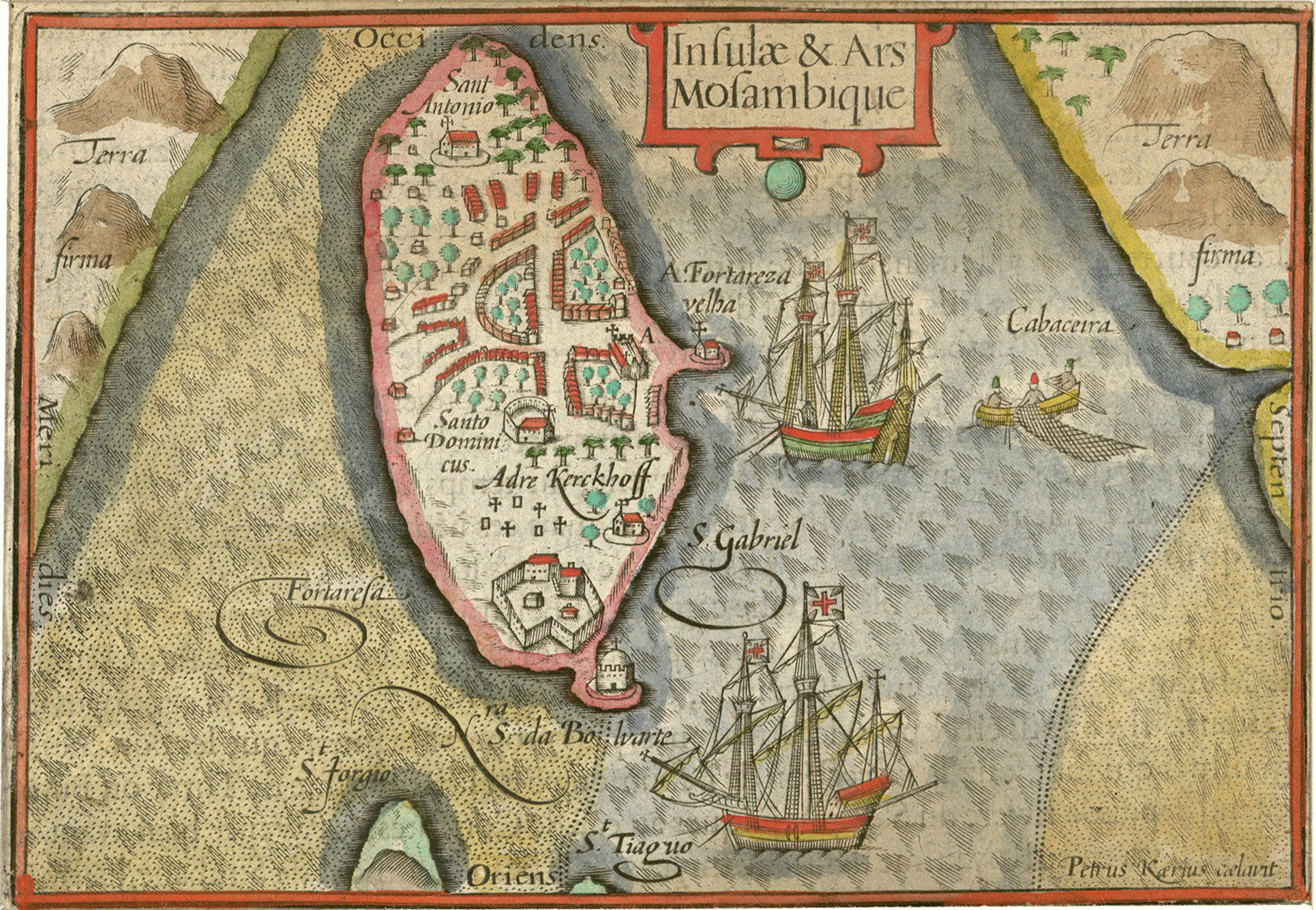
Gravura belga de 1598 (Petrus Kaerius)

Para além dos portugueses outros concorrentes europeus apareceram na corrida pelo controlo das rotas comerciais. Os franceses conseguiram assumir o papel de intermediários do negócio da escravatura para as ilhas do Índico; os ingleses começavam a controlar as rotas de navegação nesta região; e os holandeses tentaram a ocupação da Ilha em 1607-1608 e, não o conseguindo (devido à bem sucedida defesa militar que dela fez o governador e capitão-general D. Estêvão de Ataíde), devastaram-na pelo fogo.
A reconstrução da vila foi difícil, uma vez que o governo colonial não existia senão para cobrar impostos e estava muito mais interessado nas terras de Sofala. Entretanto na Zambézia tinham-se institucionalizado os Prazos da Coroa, e o desenvolvimento do comércio do ouro naquela região leva a que a Ilha perca a sua primazia. Então, os cristãos decidiram fundar na Ilha uma Santa Casa da Misericórdia que funcionaria como Câmara Municipal, para a defesa dos cidadãos e da terra, até 19 de Janeiro de 1763, ano em que a povoação passou a vila. Esta viragem resultou da decisão do governo colonial em separar a colónia africana do Estado da Índia e criar uma Capitania Geral do Estado de Moçambique baseada na Ilha, a 19 de Abril de 1752. A vila voltou a prosperar e a 17 de Novembro de 1818 é elevada a cidade.
A exportação de escravos era o principal comércio da Ilha, tal como do Ibo, mas a Independência do Brasil em 1822, que era o principal destino deste comércio, causou o seu colapso económico. O golpe final foi a passagem da capital da colónia para Lourenço Marques, em 1898. Depois da abertura do porto de Nacala, em 1970, a ilha perdeu o que restava da sua importância estratégica e comercial.

## Infraestrutura

### Educação
A cidade possui um campus da Universidade Lúrio (UniLúrio), onde funciona a Faculdade de Ciências Sociais e Humanas. A faculdade está sediada na Fortaleza de São Sebastião.

## Galeria

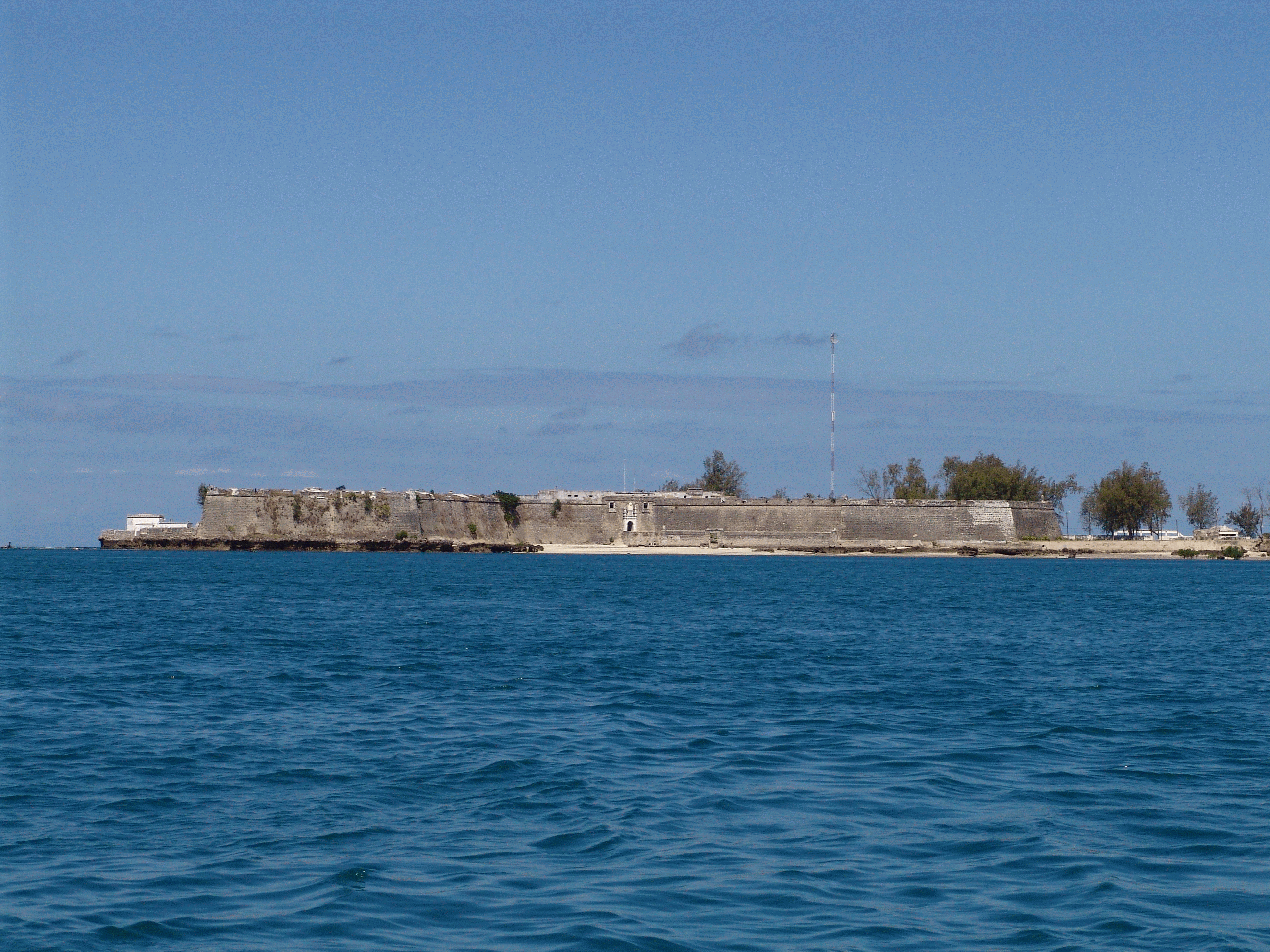
Fortaleza de São Sebastião.

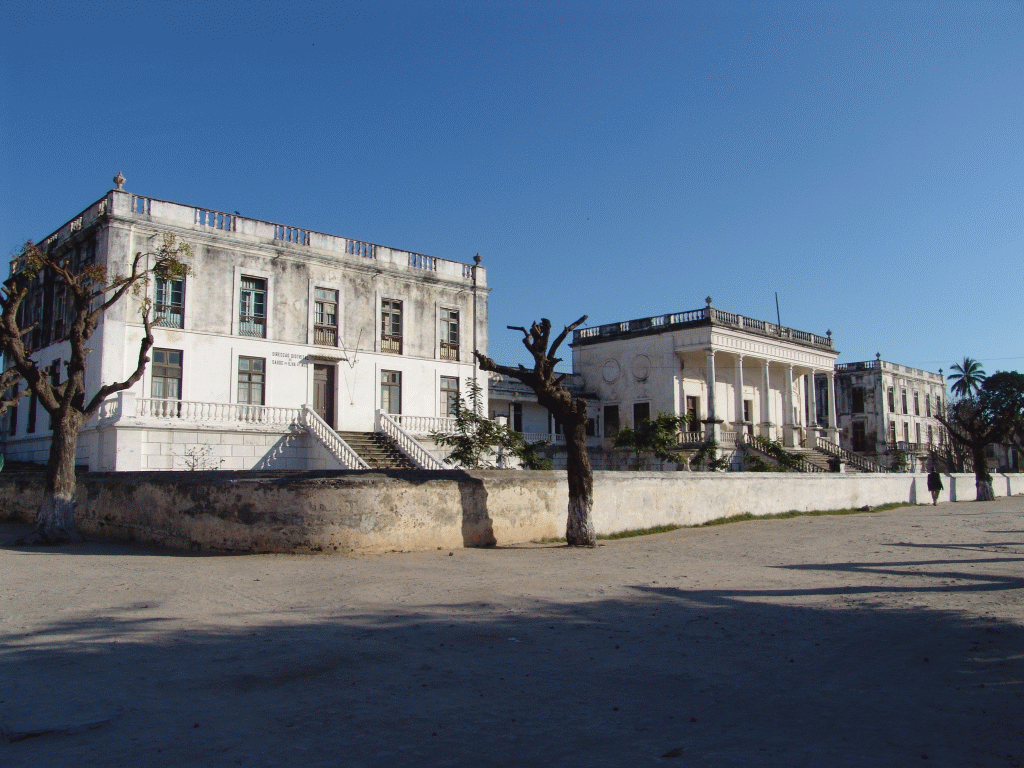
Hospital
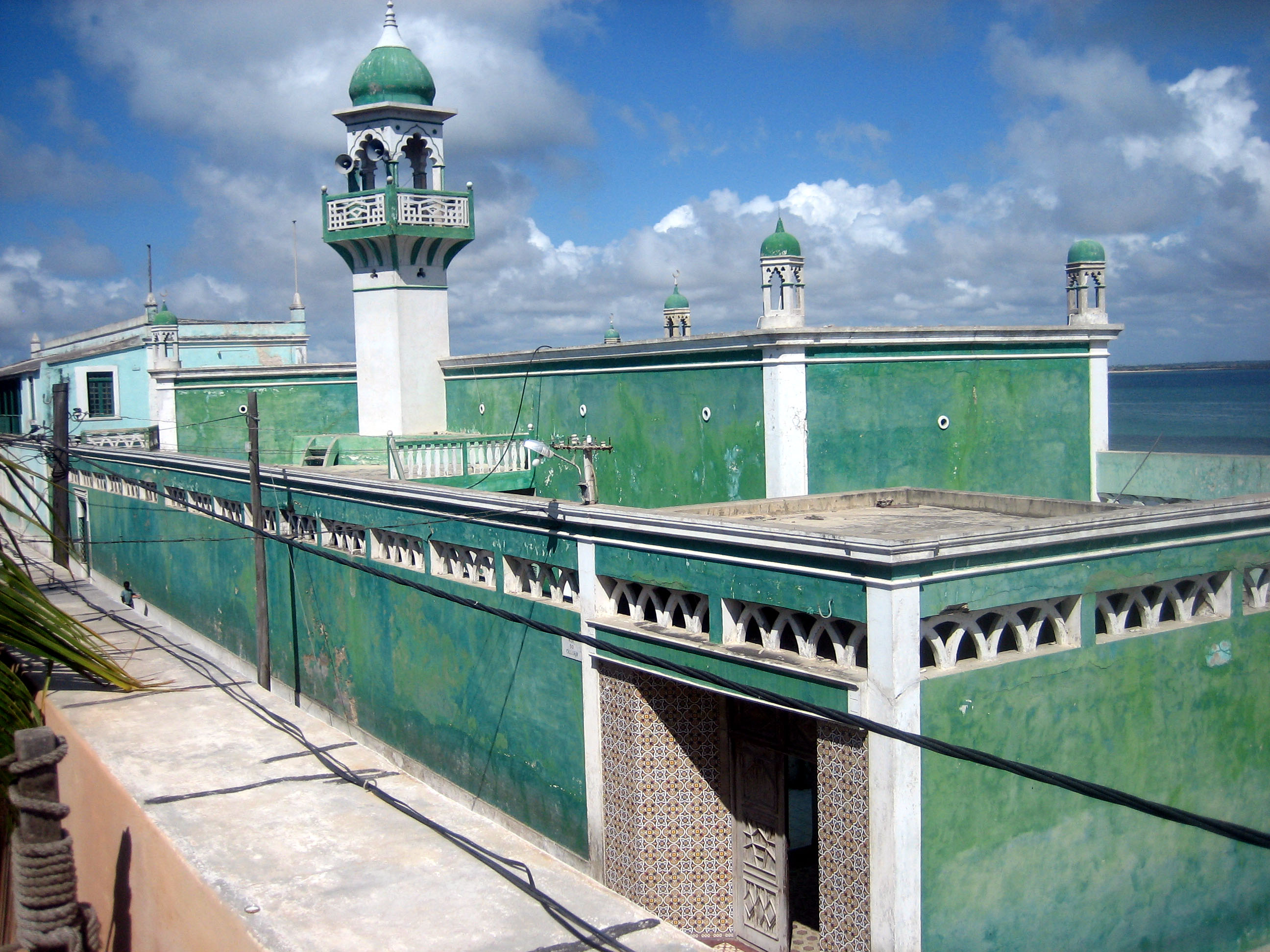
Mesquita
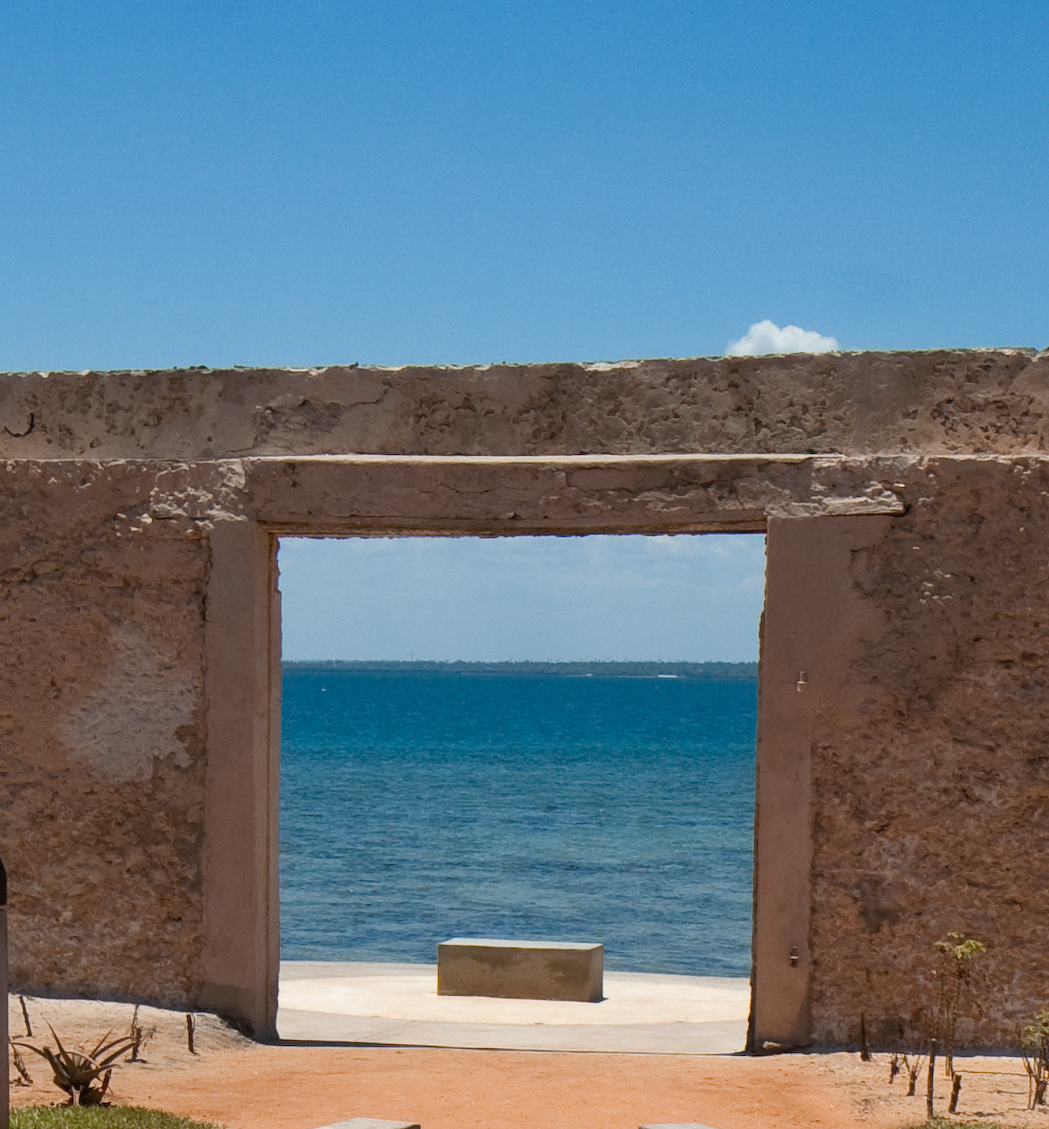
Jardim da Memória
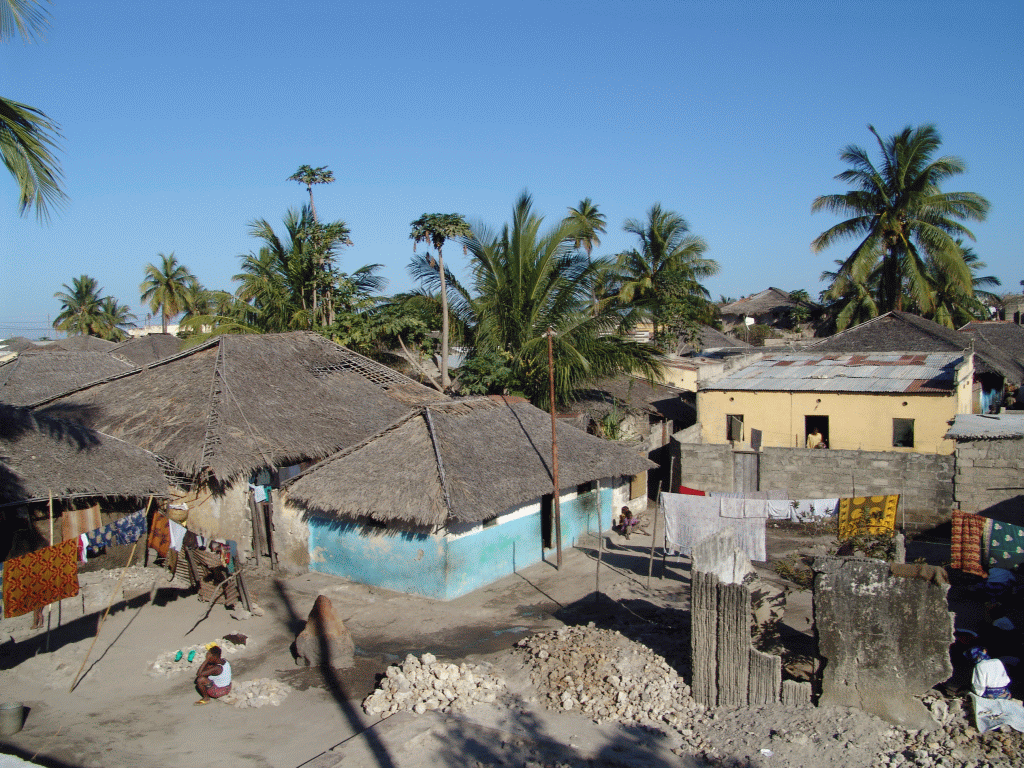
Cidade de macuti
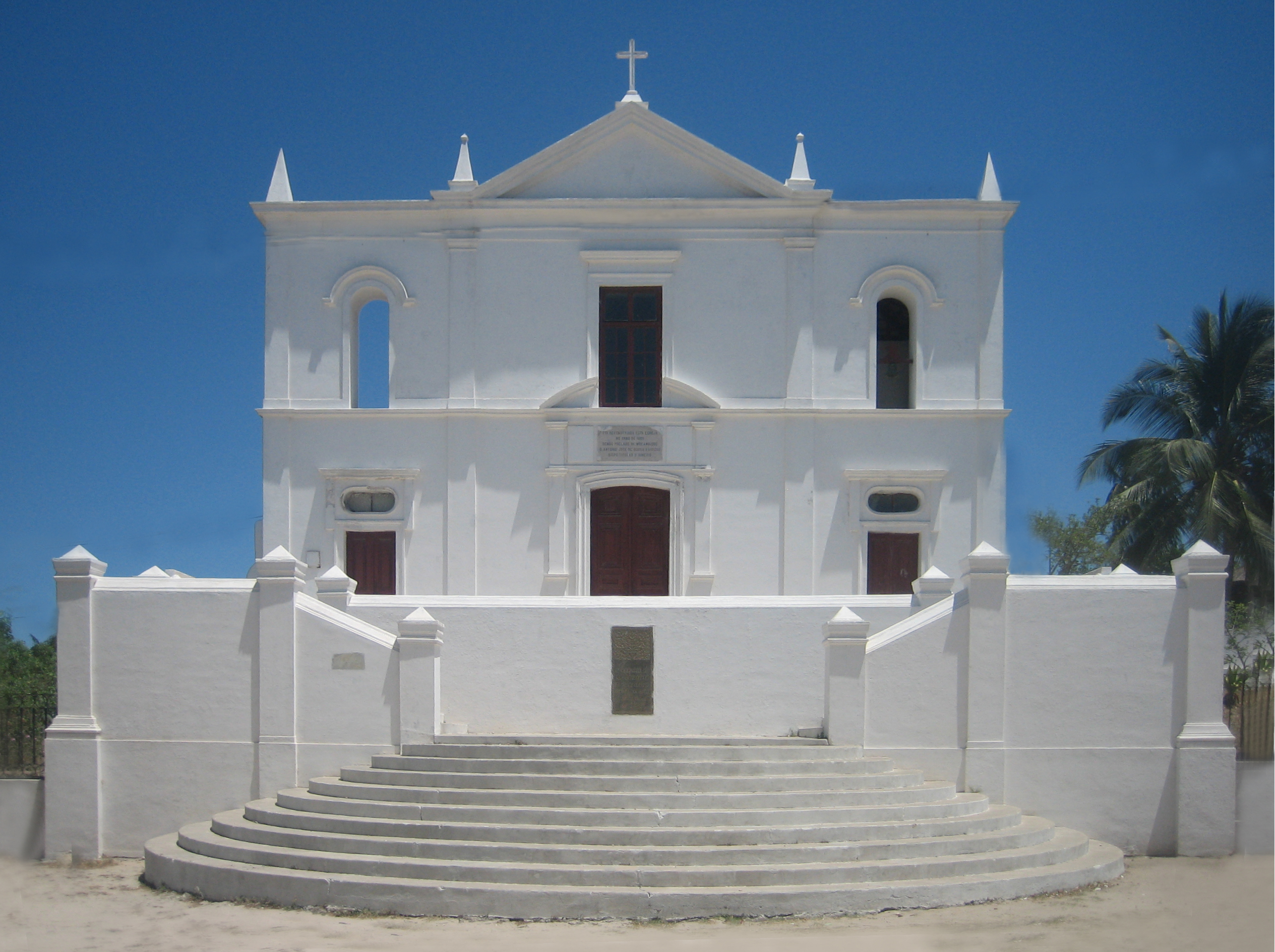
Igreja de Nossa Senhora da Saúde
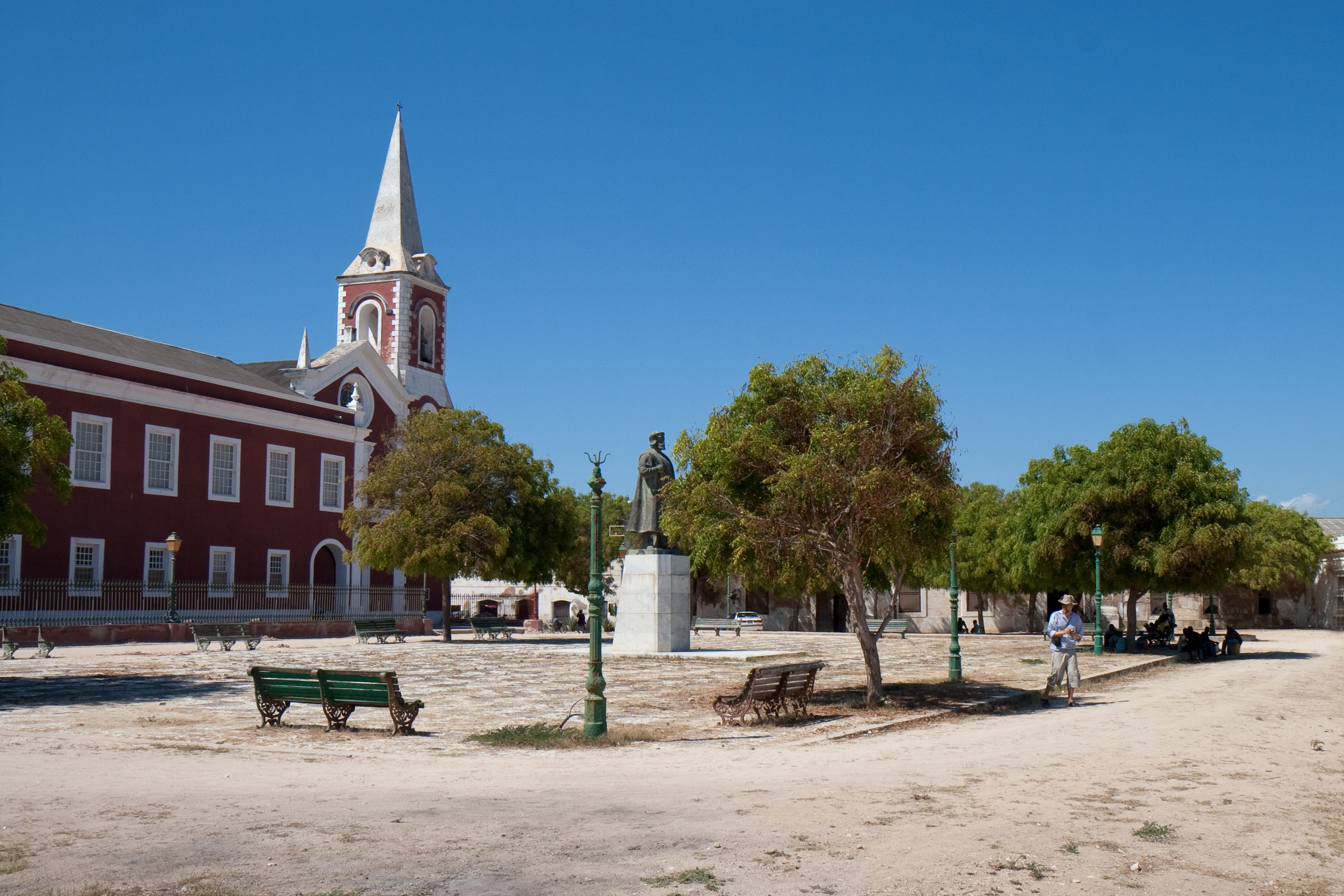
Palácio dos Capitães-Generais
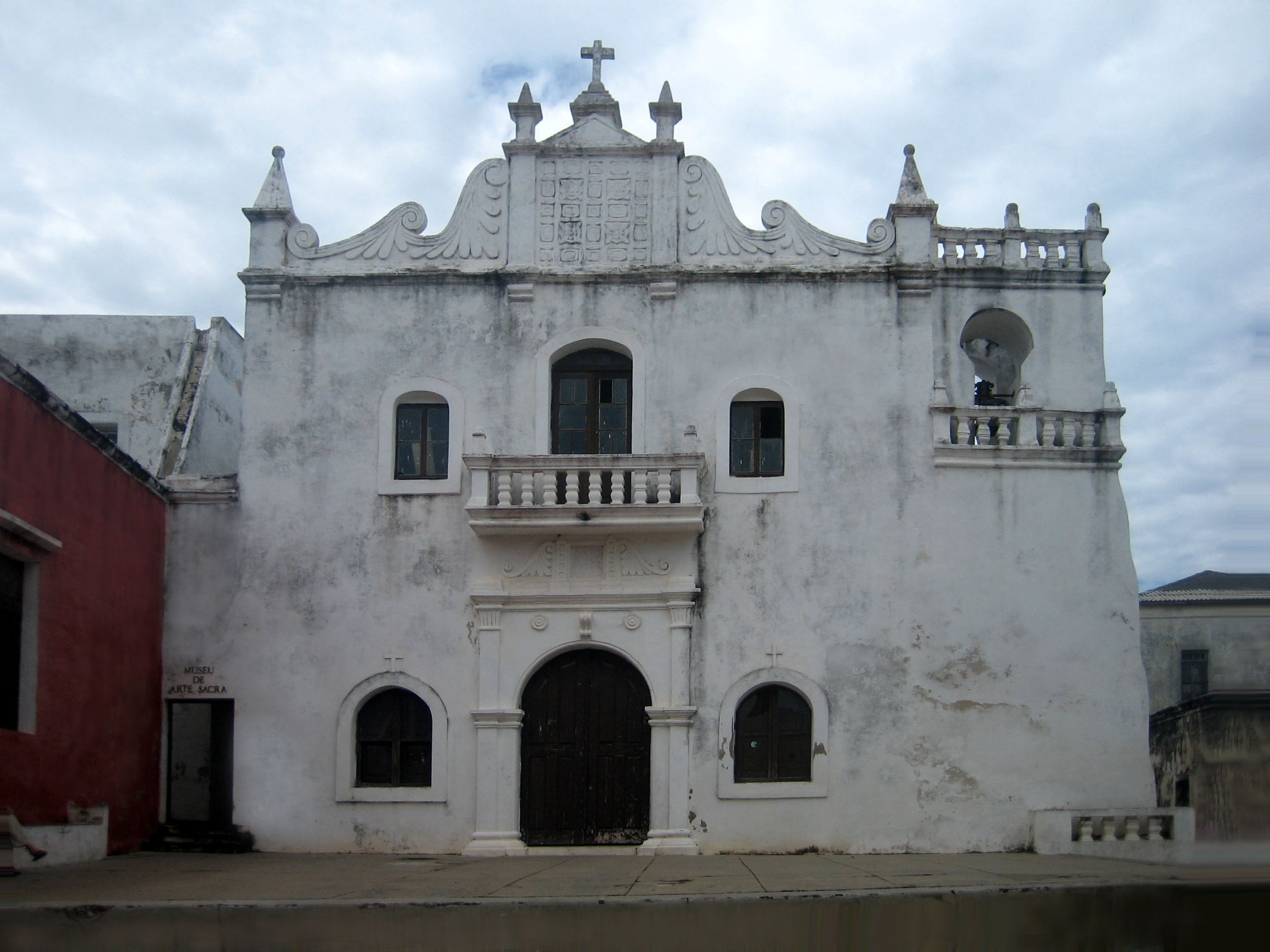
Igreja da Misericórdia - Museu de Arte Sacra
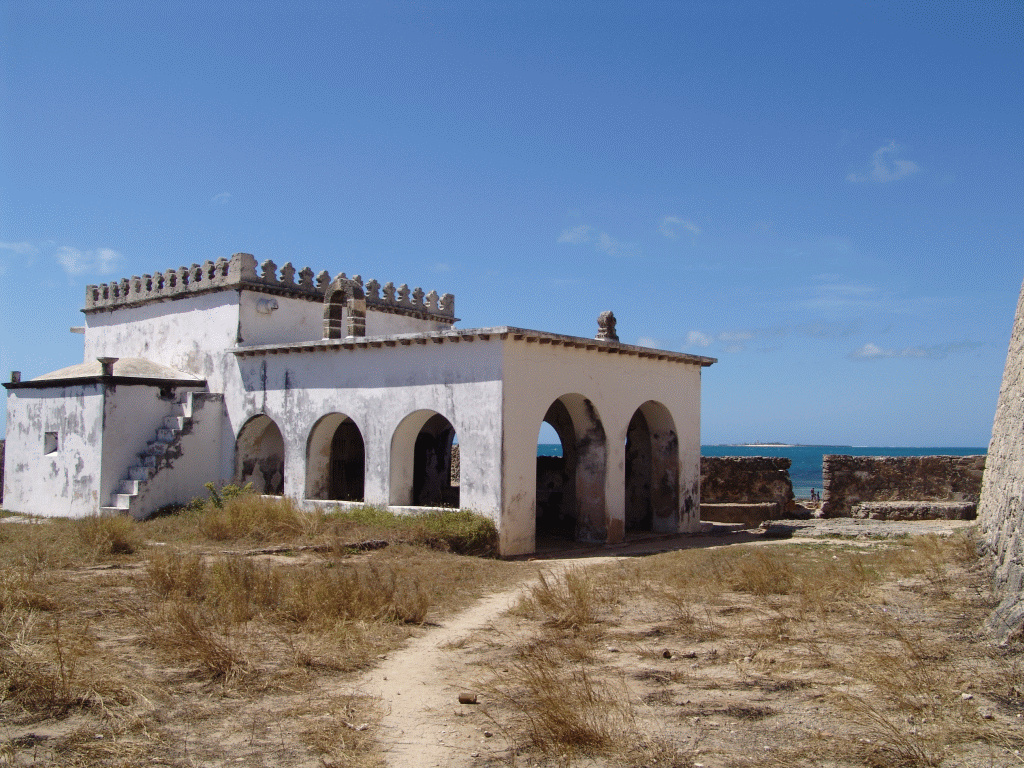
Capela de Nossa Senhora do Baluarte